# Liste der Gemeinden im Landkreis Erding

Karte des Landkreises Erding

Die Liste der Gemeinden im Landkreis Erding gibt einen Überblick über die Verwaltungseinheiten des Landkreises. Es gibt 26 politische Gemeinden, von denen 11 eine eigene Verwaltung haben, und 6 Verwaltungsgemeinschaften.

## Legende
- Verwaltungseinheit: Name der Gemeinde und Angabe der Gemeindeart: Gemeinde (–), Markt (M), Stadt (St), Große Kreisstadt (GKSt) oder Name der Verwaltungsgemeinschaft. Einheitsgemeinden und Verwaltungsgemeinschaften sind fett gedruckt
- GT: Gemeindeteile der Gemeinde. Der Wiki-Link ist mit der Gemeindegliederung der jeweiligen Gemeinde verknüpft.
- VG: Zeigt ggf. an, ob eine Gemeinde zu einer Verwaltungsgemeinschaft gehört
- Karte: Zeigt die Lage der Gemeinde im Landkreis
- Fläche: Fläche der Stadt beziehungsweise Gemeinde, angegeben in Quadratkilometer
- Einwohner: Zahl der Menschen die in der Gemeinde beziehungsweise Stadt leben (Stand: 31. Dezember 2023[1])
- EW-Dichte: Angegeben ist die Einwohnerdichte, gerechnet auf die Fläche der Verwaltungseinheit, angegeben in Einwohner pro km2 (Stand: 31. Dezember 2023[2])
- Statistik: Link zur kommunalen Statistik des Bayerischen Landesamts für Statistik
- Website: Website der Gemeinde bzw. der Verwaltungsgemeinschaft

## Gemeinden
| Verwaltungseinheit                   | Wappen                               | GT  | VG           | Karte                                                             | Fläche in km²   | Einwohner      | Einwohner je km² | Statistik | Website |
| ------------------------------------ | ------------------------------------ | --- | ------------ | ----------------------------------------------------------------- | --------------- | -------------- | ---------------- | --------- | ------- |
| Landkreis Erding                     | Wappen des Landkreises Erding        |     |              | Der Landkreis Erding                                              | 870.73 (100 %)  | 142540 (100 %) | 164              | [ 3 ]     | [ 4 ]   |
| Verwaltungsgemeinschaft Hörlkofen    |                                      |     | Hörlkofen    | Lage der Verwaltungsgemeinschaft Hörlkofen im Landkreis Erding    | 39.5 (4.5 %)    | 6673 (4.7 %)   | 169              |           | [ 5 ]   |
| Verwaltungsgemeinschaft Oberding     |                                      |     | Oberding     | Lage der Verwaltungsgemeinschaft Oberding im Landkreis Erding     | 100.35 (11.5 %) | 9874 (6.9 %)   | 98               |           | [ 6 ]   |
| Verwaltungsgemeinschaft Oberneuching |                                      |     | Oberneuching | Lage der Verwaltungsgemeinschaft Oberneuching im Landkreis Erding | 29.95 (3.4 %)   | 4729 (3.3 %)   | 158              |           | [ 7 ]   |
| Verwaltungsgemeinschaft Pastetten    |                                      |     | Pastetten    | Lage der Verwaltungsgemeinschaft Pastetten im Landkreis Erding    | 44.82 (5.1 %)   | 4486 (3.1 %)   | 100              |           | [ 8 ]   |
| Verwaltungsgemeinschaft Steinkirchen |                                      |     | Steinkirchen | Lage der Verwaltungsgemeinschaft Steinkirchen im Landkreis Erding | 74.44 (8.5 %)   | 5734 (4 %)     | 77               |           | [ 9 ]   |
| Verwaltungsgemeinschaft Wartenberg   |                                      |     | Wartenberg   | Lage der Verwaltungsgemeinschaft Wartenberg im Landkreis Erding   | 65.26 (7.5 %)   | 11750 (8.2 %)  | 180              |           | [ 10 ]  |
| Berglern                             | Wappen der Gemeinde Berglern         | 4   | Wartenberg   | Lage der Gemeinde Berglern im Landkreis Erding                    | 19.88 (2.3 %)   | 3068 (2.2 %)   | 154              | [ 11 ]    | [ 12 ]  |
| Bockhorn                             | Wappen der Gemeinde Bockhorn         | 49  |              | Lage der Gemeinde Bockhorn im Landkreis Erding                    | 47.15 (5.4 %)   | 4216 (3 %)     | 89               | [ 13 ]    | [ 14 ]  |
| Buch am Buchrain                     | Wappen der Gemeinde Buch am Buchrain | 15  | Pastetten    | Lage der Gemeinde Buch am Buchrain im Landkreis Erding            | 22.74 (2.6 %)   | 1652 (1.2 %)   | 73               | [ 15 ]    | [ 16 ]  |
| Dorfen, St                           | Wappen der Gemeinde Dorfen           | 200 |              | Lage der Gemeinde Dorfen im Landkreis Erding                      | 99.56 (11.4 %)  | 15197 (10.7 %) | 153              | [ 17 ]    | [ 18 ]  |
| Eitting                              | Wappen der Gemeinde Eitting          | 5   | Oberding     | Lage der Gemeinde Eitting im Landkreis Erding                     | 35.63 (4.1 %)   | 3082 (2.2 %)   | 87               | [ 19 ]    | [ 20 ]  |
| Erding, GKSt                         | Wappen der Gemeinde Erding           | 25  |              | Lage der Gemeinde Erding im Landkreis Erding                      | 54.61 (6.3 %)   | 37169 (26.1 %) | 681              | [ 21 ]    | [ 22 ]  |
| Finsing                              | Wappen der Gemeinde Finsing          | 7   |              | Lage der Gemeinde Finsing im Landkreis Erding                     | 23.18 (2.7 %)   | 4769 (3.3 %)   | 206              | [ 23 ]    | [ 24 ]  |
| Forstern                             | Wappen der Gemeinde Forstern         | 18  |              | Lage der Gemeinde Forstern im Landkreis Erding                    | 15.38 (1.8 %)   | 3735 (2.6 %)   | 243              | [ 25 ]    | [ 26 ]  |
| Fraunberg                            | Wappen der Gemeinde Fraunberg        | 42  |              | Lage der Gemeinde Fraunberg im Landkreis Erding                   | 42.36 (4.9 %)   | 3966 (2.8 %)   | 94               | [ 27 ]    | [ 28 ]  |
| Hohenpolding                         | Wappen der Gemeinde Hohenpolding     | 57  | Steinkirchen | Lage der Gemeinde Hohenpolding im Landkreis Erding                | 27.42 (3.1 %)   | 1651 (1.2 %)   | 60               | [ 29 ]    | [ 30 ]  |
| Inning am Holz                       | Wappen der Gemeinde Inning am Holz   | 13  | Steinkirchen | Lage der Gemeinde Inning am Holz im Landkreis Erding              | 11.84 (1.4 %)   | 1570 (1.1 %)   | 133              | [ 31 ]    | [ 32 ]  |
| Isen, M                              | Wappen der Gemeinde Isen             | 78  |              | Lage der Gemeinde Isen im Landkreis Erding                        | 43.78 (5 %)     | 5780 (4.1 %)   | 132              | [ 33 ]    | [ 34 ]  |
| Kirchberg                            | Wappen der Gemeinde Kirchberg        | 24  | Steinkirchen | Lage der Gemeinde Kirchberg im Landkreis Erding                   | 17.1 (2 %)      | 1164 (0.8 %)   | 68               | [ 35 ]    | [ 36 ]  |
| Langenpreising                       | Wappen der Gemeinde Langenpreising   | 16  | Wartenberg   | Lage der Gemeinde Langenpreising im Landkreis Erding              | 27.5 (3.2 %)    | 2938 (2.1 %)   | 107              | [ 37 ]    | [ 38 ]  |
| Lengdorf                             | Wappen der Gemeinde Lengdorf         | 56  |              | Lage der Gemeinde Lengdorf im Landkreis Erding                    | 33.94 (3.9 %)   | 2777 (1.9 %)   | 82               | [ 39 ]    | [ 40 ]  |
| Moosinning                           | Wappen der Gemeinde Moosinning       | 11  |              | Lage der Gemeinde Moosinning im Landkreis Erding                  | 39.96 (4.6 %)   | 6265 (4.4 %)   | 157              | [ 41 ]    | [ 42 ]  |
| Neuching                             | Wappen der Gemeinde Neuching         | 7   | Oberneuching | Lage der Gemeinde Neuching im Landkreis Erding                    | 19.68 (2.3 %)   | 2780 (2 %)     | 141              | [ 43 ]    | [ 44 ]  |
| Oberding                             | Wappen der Gemeinde Oberding         | 8   | Oberding     | Lage der Gemeinde Oberding im Landkreis Erding                    | 64.72 (7.4 %)   | 6792 (4.8 %)   | 105              | [ 45 ]    | [ 46 ]  |
| Ottenhofen                           | Wappen der Gemeinde Ottenhofen       | 10  | Oberneuching | Lage der Gemeinde Ottenhofen im Landkreis Erding                  | 10.27 (1.2 %)   | 1949 (1.4 %)   | 190              | [ 47 ]    | [ 48 ]  |
| Pastetten                            | Wappen der Gemeinde Pastetten        | 15  | Pastetten    | Lage der Gemeinde Pastetten im Landkreis Erding                   | 22.08 (2.5 %)   | 2834 (2 %)     | 128              | [ 49 ]    | [ 50 ]  |
| Sankt Wolfgang                       | Wappen der Gemeinde Sankt Wolfgang   | 150 |              | Lage der Gemeinde Sankt Wolfgang im Landkreis Erding              | 46.31 (5.3 %)   | 4594 (3.2 %)   | 99               | [ 51 ]    | [ 52 ]  |
| Steinkirchen                         | Wappen der Gemeinde Steinkirchen     | 26  | Steinkirchen | Lage der Gemeinde Steinkirchen im Landkreis Erding                | 18.08 (2.1 %)   | 1349 (0.9 %)   | 75               | [ 53 ]    | [ 54 ]  |
| Taufkirchen                          | Wappen der Gemeinde Taufkirchen      | 147 |              | Lage der Gemeinde Taufkirchen im Landkreis Erding                 | 70.18 (8.1 %)   | 10826 (7.6 %)  | 154              | [ 55 ]    | [ 56 ]  |
| Walpertskirchen                      | Wappen der Gemeinde Walpertskirchen  | 22  | Hörlkofen    | Lage der Gemeinde Walpertskirchen im Landkreis Erding             | 18.45 (2.1 %)   | 2190 (1.5 %)   | 119              | [ 57 ]    | [ 58 ]  |
| Wartenberg, M                        | Wappen der Gemeinde Wartenberg       | 5   | Wartenberg   | Lage der Gemeinde Wartenberg im Landkreis Erding                  | 17.88 (2.1 %)   | 5744 (4 %)     | 321              | [ 59 ]    | [ 60 ]  |
| Wörth                                | Wappen der Gemeinde Wörth            | 15  | Hörlkofen    | Lage der Gemeinde Wörth im Landkreis Erding                       | 21.05 (2.4 %)   | 4483 (3.1 %)   | 213              | [ 61 ]    | [ 62 ]  |